# HMS Ajax (1798)
HMS Ajax (1798) — 74-пушечный линейный корабль третьего 
ранга. Второй корабль Королевского флота, названный HMS Ajax в честь 
античного героя Аякса. Второй линейный корабль типа Ajax. Заложен в сентябре 1795 года.  
Спущен на воду 3 марта 1798 года на верфи в Ротерхите . Относился к так называемым большим 74-пушечным кораблям. Принял участие в Египетской кампании 1801 года, в Бою Кальдера и Трафальгарском сражении, прежде чем сгорел при пожаре в 1807 году во время Дарданелльской операции.

## Служба
Капитан Джеймс Хокинс был ответственным за судно во время последних этапов строительства с января 1798 года, но в конечном 
итоге оно было введено в эксплуатацию в июне 1798 года под командованием капитана Джона Холлоуэя, а через месяц 
командование перешло к капитану Джону Пакенхаму, для службы в составе Флота Канала. После недолгой службы под командованием капитана Джона Осборна в апреле 1799 года, в мае 1799 на него был назначен капитан Александр Кокрейн, который должен был командовать кораблем в течение следующих двух лет. 
9 января 1800 Ajax захватил французский капер Avantageux в канале.

### Египет
В 1801 году Кокрейн и Ajax приняли участие в египетских операциях. 31 января Ajax встал на якорь в Марморисе на побережье Карамании. 
1 марта около 70 боевых кораблей вместе с транспортами, перевозящими 16000 солдат, прибыли в Абукирском заливе вблизи Александрии. Непогода задержала высадку войск на неделю, но 8 марта Кокрейн был назначен руководить флотилией из 320 шлюпок которые высадили войска на берег. Солдаты с французских береговых батарей попытались помешать высадке, но британцы смогли отбить их атаку и на следующий день сэр Ральф Аберкромби в вся британская армия уже была на берегу . Ajax потерял двоих своих моряков, которые погибли при высадке.
Военно-морские корабли предоставили 1000 своих матросов чтобы оказать поддержку сухопутной армии, во главе с сэром Сиднеем Смитом на 74-пушечном HMS Tigre. 13 марта Ajax потерял одного матроса и еще двое получили ранения в сражении на берегу; 21 марта он потерял еще двоих убитыми и двое получили ранения.
После битвы при Александрии и последующей за этим осадой города, Ajax с фрегатом HMS Bonne Citoyenne, шлюпами HMS Cynthia, HMS Port Mahon, HMS Victorieuse, и тремя турецкими корветами первыми вошли в гавань Александрии . 
Так как Ajax принимал участие в египетской кампании с 8 марта по 2 сентября 1801 года, его офицеры и команда получили право  на медаль с пряжкой "Египет", которой Адмиралтейство наградило в 1850 году всех выживших участников .
Ajax вернулся в Плимут из Египта 8 июня 1802 года после подписания Амьенского мира.

### 1805 год
В апреле адмирал лорд Гарднер отправил Ajax вместе с Malta и Terrible для поддержки эскадры вице-адмирала сэра Роберта Кальдера, которая блокировала Ферроль и после сильного шторма сократилась до пяти линейных кораблей. 31 мая 1805 года командование Ajax принял капитан Уильям Браун. 15 июля эскадра Кальдера отплыл в район мыса Финистерре для перехвата франко-испанской эскадры, возвращающейся из Вест-Индии.

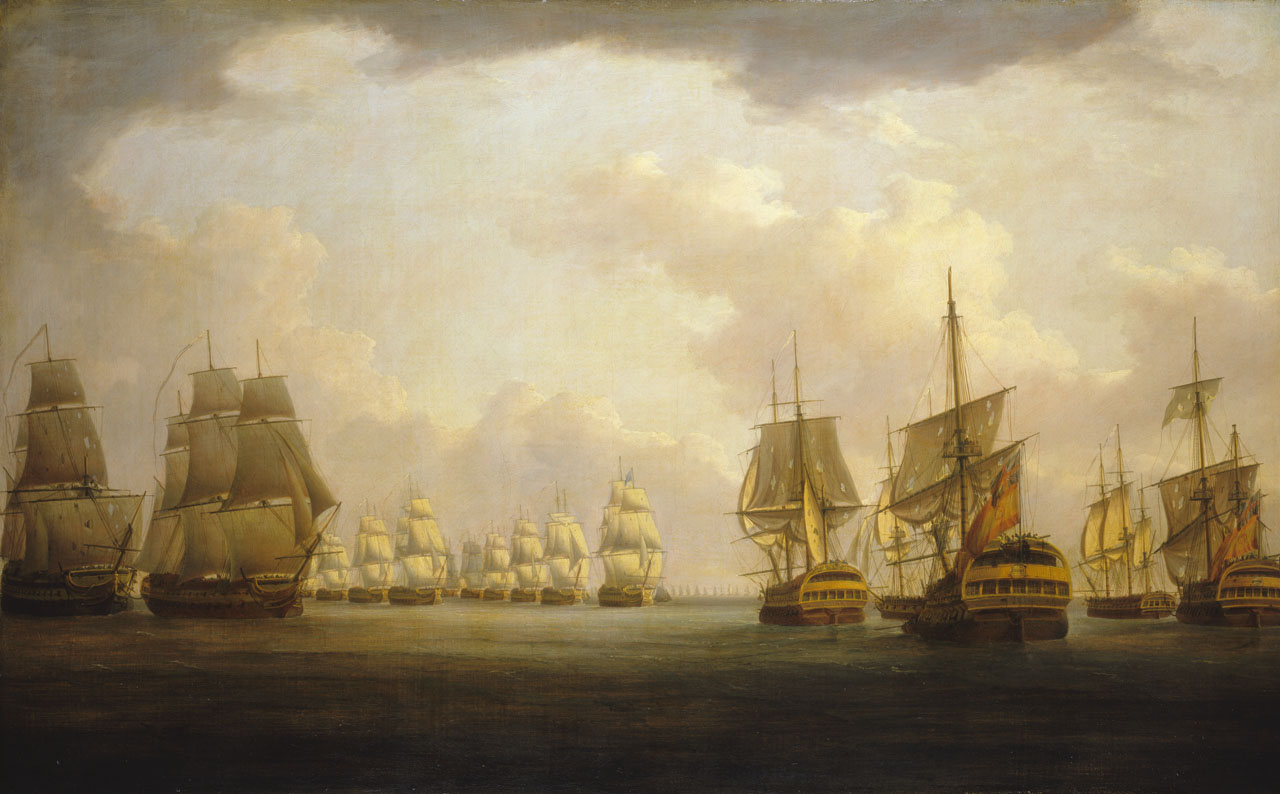
Бой Кальдера 22 июля 1805 года

22 июля флот Кальдера из 15 линейных кораблей, двух фрегатов, куттера и люгера находился возле мыса Финистерре, когда он столкнулся с объединенным франко-испанским флотом из 20 линейных кораблей, семи фрегатов и двух шлюпов. Кальдер решил атаковать и двинулся к французам со своей эскадрой. Сражение длилось более четырех часов, два флота смешались в условиях плохой видимости и в густом тумане, который помешал одержать решительную победу. Тем не менее, англичане смогли захватить два испанских линейных корабля, 80-пушечный San Rafael и 74-пушечный Firme. Сражение обошлось Ajax в два человека убитыми и 16 ранеными.
После завершения ремонта в Плимуте 18 сентября, Ajax и Thunderer, последний под командованием капитана Уильяма Лечмира, вместе с вице-адмиралом Горацио Нельсоном на Victory отплыл из Плимута к Кадису. Капитаны Браун и Лечмир позже были вызваны в качестве свидетелей военным трибуналом, который судил сэра Роберта Кальдера за его пассивность и нежелание возобновить битву у мыса Финистерре на следующий день. Из-за отсутствия капитана кораблем временно командовал первый лейтенант Джон Пилфолд, который и повёл Ajax в Трафальгарское сражение.
Ajax был седьмым кораблем в колонне Нельсона и он вступил в бой с французским 74-пушечным кораблем Bucentaure и испанским 136-пушечным кораблем Santissima Trinidad. Во время сражения Ajax при поддержке Orion вынудил капитулировать французский 74-пушечный Intrépide. Всего в бою Ajax потерял двух человек убитыми и девять ранеными. 
В последовавшие за сражением штормовые дни Ajax спасал моряков с судов находящихся под угрозой затопления. Лейтенант 
Пилфолд получил медаль за Трафальгарское сражение и чин капитана первого ранга в декабре. Хотя он пропустил битву, Браун 
официально всё еще был капитаном корабля  капитан и потому тоже получил медаль за Трафальгарское сражение. В 1847 году Адмиралтейство наградило медалью с пряжкой "Трафальгар" всех выживших участников сражения.
После Трафальгара Ajax принял участие в блокаде Кадиса. 25 ноября Thunderer задержал корабль Nemesis, принадлежащий Дубровницкой республике, который плыл из Маврикия в Ливорно, Италия, с грузом пряностей, красителя индиго и других товаров . Ajax разделил призовые деньги с десятью другими британскими военными кораблями, участвовавшими в блокаде .

## Гибель
1 февраля 1807 Ajax, под командованием капитана Генри Блэквуда, присоединился к эскадре адмирала сэра Джона Дакворта на Мальте для участия в Дарданелльской операции.
Во время операции случайный пожар уничтожил Ajax. Вечером 14 февраля, в то время как корабль стоял на якоре в Тенедосе, на его борту возник пожар. Огонь разгорелся в кладовой, где казначей и его помощник оставили без присмотра зажженную свечу . Спустя 10 минут, несмотря на все усилия потушить пламя, дым стал настолько плотным, что, хотя луна и светила ярко, люди на палубе с трудом могли видеть друг друга. Затем пламя вырвалось через главный люк, тем самым отрезав нос от кормовой части судна, и потому капитану и 381 матросу и офицеру с большим трудом удалось выбраться с горящего корабля прыгнув за борт или спустившись в те немногие лодки, которые успели подойти вовремя. 
Хотя 380 человек и были спасены, 250 погибли в ту ночь, в том числе и многие из членов экипажа, которые были в битве при Трафальгаре. Ajax горел всю ночь, а затем начал дрейфовать в сторону острова Тенедос где он взорвался на следующее утро . Последовавший за этим военный трибунал полностью оправдал капитана Блэквуда.